# Klaus Hoffer
Klaus Hoffer (* 27. Dezember 1942 in Graz) ist ein österreichischer Schriftsteller und Übersetzer.

## Leben
Klaus Hoffer studierte ab 1962 Germanistik, Altphilologie und Anglistik an der Karl-Franzens Universität in Graz.
1964/65 hielt er sich in den USA auf. Nach seiner Rückkehr setzte Hoffer sein Studium mit den Hauptfächern Germanistik und Anglistik fort und schloss es im Jahre 1970 mit der Dissertation über Das Bild des Kindes im Werk Franz Kafkas erfolgreich ab.
Zunächst arbeitete er als Journalist und Werbetexter, erhielt von 1973 bis 1980 aber eine Anstellung als Lehrer an der HAK Feldbach. Danach erfolgte der Wechsel an die Grazer BHAK Graz, Monsbergergasse (Handelsakademie, Handelsschule und diverse Lehrgänge), an der er bis zu seiner Pensionierung 2002 unterrichtete.
Im Laufe seines Lebens hielt Hoffer viele Gastvorträge, unter anderem in Berlin, Venedig,  Marburg an der Lahn (D), Mainz.
Im Jahre 1990 war er als writer-in-residence an der Washington University (St. Louis, Missouri) und 1991 unterrichtete er als Gastdozent an der Universität von Dakar im Senegal. Seine Poetikvorlesung an der Grazer Universität von 1985/86 wurde unter dem Titel Methoden der Verwirrung. Betrachtungen zum Phantastischen bei Franz Kafka veröffentlicht, nachdem er ein Jahr zuvor an der Johannes Gutenberg-Universität Mainz eine Vorlesung gehalten hatte. Von März bis Mai 1998 leitete er außerdem am Grinnell-College (Grinnell, Iowa) ein Seminar über die österreichische Gegenwartsliteratur im Rahmen eines undergraduate-Studiums.
Zusätzlich war er von 1990 bis 1993 Mitglied des Assessorenteams für die Bestellung von Schulleitern, Referent auf Schulmanagementseminaren sowie Vortragender bei Fortbildungsveranstaltungen der Schulmanagement-Trainer Österreichs.
Neben seiner Lehrtätigkeit engagierte sich Hoffer in steirischen Künstlervereinigungen. So war er von 1970 bis 1973 Mitglied des „Arbeitskreises österreichischer Literaturproduzenten“, von 1973 bis 1975 der erste Generalsekretär der Grazer Autorenversammlung, ab 1973 Koreferent und von 1981 bis 1984 Referent des Forum Stadtpark. Klaus Hoffer ist außerdem ein Autor aus dem Umkreis der Literaturzeitschrift manuskripte, wo er seit 1966 Texte veröffentlichte. Rund um das Forum Stadtpark  und die manuskripte formte sich aus sieben Autoren – darunter aus Klaus Hoffer – die Grazer Gruppe.
Zunächst schrieb Hoffer kleinere Arbeiten vor allem kulturpolitischen bzw. literaturtheoretischen Inhalts.
Mit seiner ersten großen Erzählung Halbwegs. Bei den Bieresch 1. (1979) wurde er einem breiteren Publikum bekannt und erhielt noch im folgenden Jahr den Rauriser Literaturpreis.
Im zweiten Teil der Erzählung Der große Potlatsch. Bei den Bieresch 2. (1983) führt Hoffer die Geschichte des Ich-Erzählers Hans weiter. Er wird für die gesamte Bieresch-Saga 1981, also noch vor der Veröffentlichung des zweiten Teils, mit dem Alfred-Döblin-Preis ausgezeichnet.
In der Erzählung Halbwegs. Bei den Bieresch 1 reist der junge Mann Hans zu dem Volk der Bieresch in das Dorf Zick, um, wie es die Tradition verlangt, die Rolle seines verstorbenen Onkels einzunehmen. Vom ersten Augenblick an merkt er, dass die Dorfbewohner ungewöhnlich und befremdlich sind. Er wird immer wieder in Gespräche, die mehr Monologen gleichen, verwickelt. Die Bieresch erzählen unentwegt von ihren Bräuchen, Lebensformen und Mythen, versuchen alles zu erklären und sehen in jedem noch so kleinen Detail etwas von großer Bedeutung. Diese Erzählungen der Dorfbewohner widersprechen sich gegenseitig. Sie werden nur konstruiert, um die Vergangenheit besser begreifen zu können, doch in Wahrheit wird so das Unheil nur fortgesetzt. Traditionellerweise bekommt jeder Dorfbewohner einen neuen Namen, auch Hans wird am Schluss des ersten Bandes „Halbwegs“ genannt.
Der zweite Teil Der große Potlatsch. Bei den Bieresch 2 beginnt mit der Erkrankung von Hans an Typhus. Er wird von seiner Tante gesund gepflegt und erfährt gegen Ende des Buches vom Ursprung aller merkwürdigen Traditionen, Bräuche und Verhaltensmuster der Bieresch.
Das Werk, das unter anderem der „französischen Küche“ gewidmet ist, ist nicht nur von autobiographischen Erlebnissen Klaus Hoffers inspiriert, sondern von wahren Gegebenheiten beeinflusst, so existierten die sogenannten „Beresek“, die im Burgenland die Meierhöfe bewohnten, tatsächlich. Allerdings hat der Roman ansonsten kaum eine dokumentarische Ausrichtung, Hoffer nutzt seinen Hang zum Experimentieren mit Sprache und spielt auf Textstellen aus den Werken vieler anderer Autoren wie Urs Widmer, Oswald Wiener, Franz Kafka oder auch aus der Bibel an.
Beide Teile wurden vor allem von der Kollegenschaft und innerhalb des Literaturbetriebs stark rezipiert und diskutiert. Zahlreiche Rezensionen folgten, unter anderem von Peter Handke, Urs Widmer und Wolfgang Hildesheimer.
Bei der Erzählung Am Magnetberg (1982) handelt es sich um eine tagebuchähnliche Aufzeichnung eines Mannes, der sich auf einen Berg zurückgezogen hat, um dort sein Leben zu rekapitulieren. Er leidet an der unheilbaren Krankheit Elephantiasis, als sogenannter „Zolde“ kann er aber nicht sterben.
Von beiden Werken existieren auch Theaterinszenierungen. Die Uraufführung von Am Magnetberg fand im Jahre 1990 im Rahmen des Festivals Steirischer Herbst in Graz statt. Noch in demselben Jahr erfolgte die Premiere von Kispotlatsch, das auf Bei den Bieresch basiert, unter der Regie von Erwin Piplits in Wien.
Seine Texte lassen den Einfluss der Wiener Gruppe erkennen und weisen Hoffer als Vertreter der österreichischen experimentellen und sprachkritischen Literatur aus. Besonders Oswald Wiener hatte großen Einfluss auf Klaus Hoffer, dies wird auch in Hoffers Romanfragment „Unter Schweinen“ aus dem Jahr 1967 deutlich.
Hoffer geht davon aus, dass die Wirklichkeit nicht durch Sprache vermittelbar ist. Das bedeutet gleichzeitig, dass die Welt und die Identität eines Menschen genauso wenig bestimmbar sind. Unsere Erfahrungen konstituieren sich vielmehr aus Bildern, die von Generation zu Generation weitergegeben werden, wobei man nur jene Elemente auswählt, die in das zuvor geformte Schema der Wirklichkeit passen.
Nach eigener Aussage hätten ihn der frühe Peter Handke, Oswald Wiener, Gerhard Rühm und Friedrich Achleitner am meisten beeinflusst. Dazu kommen noch die Schriften Elias Canettis, Urs Widmers, Heinrich Heines und vor allem Franz Kafkas.
In dem 2008 erschienenen Essayband Die Nähe des Fremden beschreibt Hoffer, welche wichtige Rolle Literatur und das eigene Schreiben in seinem Leben eingenommen haben.
Daneben ist er seit dem Jahr 1980 als Übersetzer aus dem Englischen ins Deutsche hervorgetreten. Darunter waren Werke von Raymond Carver, Jakov Lind, Kurt Vonnegut, Nadine Gordimer, Joseph Conrad und vor allem Lydia Davis.

## Werke
- Das Bild des Kindes im Werk Franz Kafkas. Graz, Univ. Diss.  1970.
- Halbwegs. Bei den Bieresch 1. Verlag S. Fischer: Frankfurt am Main 1979.
- Am Magnetberg. Ein Fragment. Literaturverlag Droschl: Graz 1982.
- Der große Potlatsch. Bei den Bieresch 2. Verlag S. Fischer: Frankfurt am Main 1983.
- Methoden der Verwirrung. Betrachtungen zum Phantastischen bei Franz Kafka. Literaturverlag Droschl: Graz, Wien 1986.
- Pusztavolk. Essays. Literaturverlag Droschl: Graz, Wien 1991.
- Bei den Bieresch. Roman. Literaturverlag Droschl: Graz, Wien 2007.
- Die Nähe des Fremden. Essays. Literaturverlag Droschl: Graz 2008.

Darüber hinaus veröffentlichte Klaus Hoffer zahlreiche Texte in Literaturzeitschriften, insbesondere in den manuskripten.

## Hörspiele
- Fürsorglich …, vorzüglich … 1969.
- Am Magnetberg 1988 (von Urs Widmer inszeniert).

## Herausgeberschaft
- Manuskripte. Literatursymposion „Außenseiter“. Sondernummer 21 (1981) (zusammen mit Max Droschl und Alfred Kolleritsch).
- Manuskripte. Für Alfred Kolleritsch. Mit einer Kompaktkassette.  Literaturverlag Droschl: Graz 1981 (zusammen mit Helmut Eisendle).
- Humpty Dumpty. Die 77 schönsten englischen Kinderreime, Nonsensverse und Rätselsprüche aus der Sammlung der Mother Goose. Diogenes Verlag: Zürich 1985.
- Graz von außen. Verlag Droschl: Graz, Wien 2003 (zusammen mit Alfred Kolleritsch).

## Übersetzungen
- Kurt Vonnegut: Jailbird. Dt.: Galgenvogel. Roman. Piper Verlag: München, Zürich 1980.
- Jakov Lind: Travels to the Enu. Dt.: Reisen zu den Enu. Die Geschichte eines Schiffbruchs. Medusa Verlag: Berlin, Wien 1983 (übersetzt zusammen mit Jakov Lind)
- Raymond Carver: Cathedral. Dt.: Kathedrale. Erzählungen. Piper Verlag: München, Zürich 1985.
- Nadine Gordimer: A guest of honour. Dt.: Der Ehrengast.Roman. S. Fischer Verlag 1986.
- Kurt Vonnegut: Mother night. Dt.: Mutter Nacht. Roman Piper Verlag: München, Zürich 1988.
- Raymond Carver: What we talk about when we talk about love. Dt.: Wovon wir reden, wenn wir von Liebe reden. 14 Erzählungen. Piper Verlag: München, Zürich 1989.
- Joseph Conrad: Almayer's folly. Dt.: Almayers Luftschloß. Die Geschichte eines östlichen Stroms. Roman. Haffmans Verlag: Zürich 1992, ISBN 3-251-20126-3.
- Joseph Conrad: Lord Jim. Dt.: Lord Jim. Roman. Zürich 1998.
- Joseph Conrad: Die Captain-Conrad-Cassette. Haffmans Verlag: Zürich 1999. (übersetzt zusammen mit Urs Widmer, Nikolaus Hansen und Wolfgang Krege).
- Lydia Davis: Almost no memory. Dt.: Fast keine Erinnerung. Erzählungen. Literaturverlag Droschl: Graz 2008.
- Lydia Davis: Can't and Won't, Stories. Farrar, Strauss, Giroux, New York City, USA 2014, ISBN 978-0-374-11858-7.
  - deutsch: Kanns nicht und wills nicht. Literaturverlag Droschl, Graz/Wien 2014, ISBN 978-3-85420-955-3.[1]

## Auszeichnungen
- 1980 Rauriser Literaturpreis
- 1981 Alfred-Döblin-Preis
- 1983 Förderungspreis des Bundesministeriums für Unterricht und Kunst
- 1986 Literaturpreis des Landes Steiermark
- 1992 Manuskripte-Preis des Landes Steiermark
- 2018 Ehrenzeichen des Landes Steiermark für Wissenschaft, Forschung und Kunst[2]
- 2018 Brüder-Grimm-Poetikprofessur

## Rezensionen
- https://www.zeit.de/1979/15/der-steinige-weg-in-die-erloesung
- https://www.spiegel.de/spiegel/print/d-14020982.html

| Personendaten    | Personendaten                                  |
| ---------------- | ---------------------------------------------- |
| NAME             | Hoffer, Klaus                                  |
| KURZBESCHREIBUNG | österreichischer Schriftsteller und Übersetzer |
| GEBURTSDATUM     | 27. Dezember 1942                              |
| GEBURTSORT       | Graz                                           |